# Judengarten (Prag)

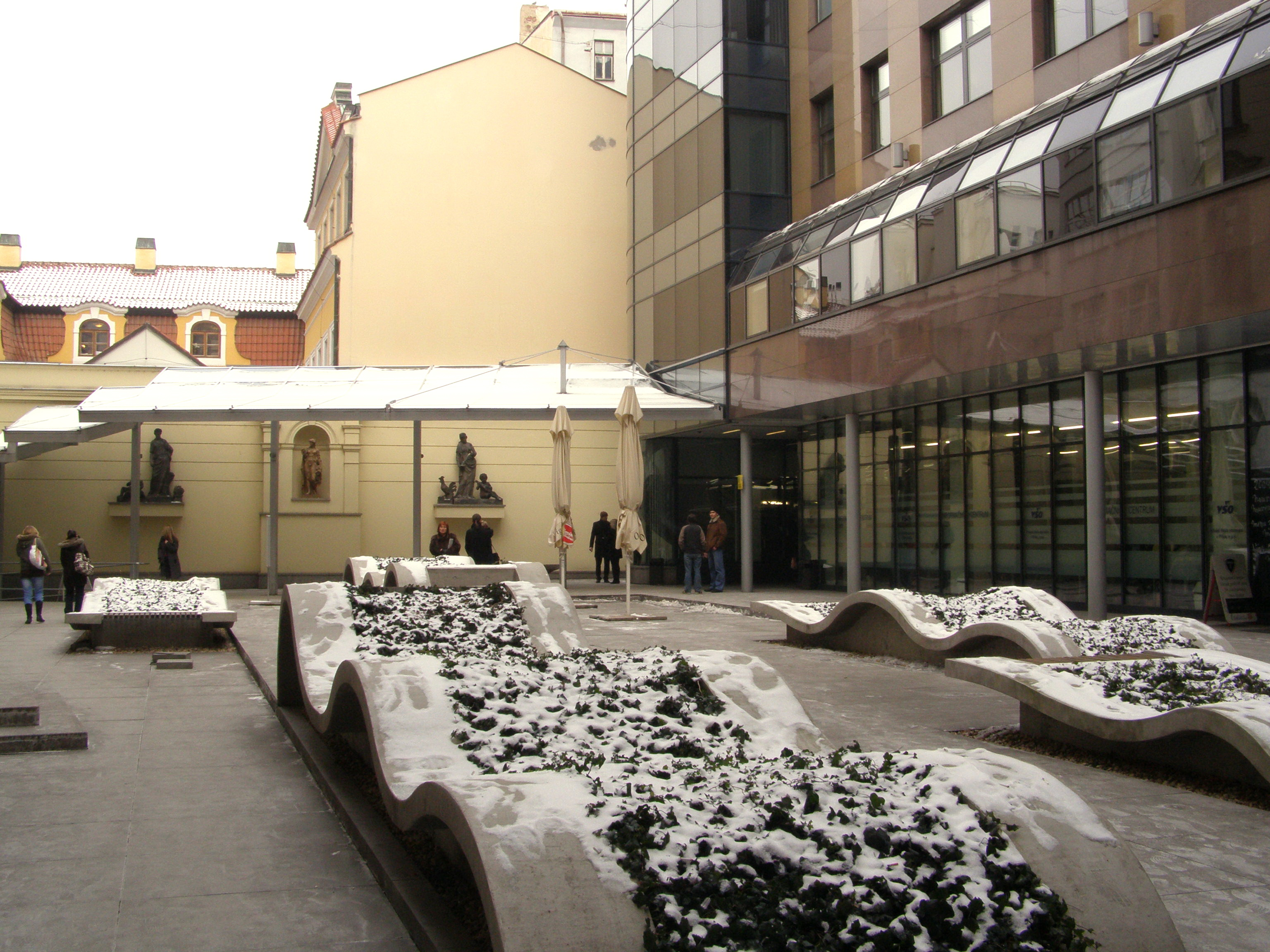
Der Judengarten (2009)

Der Judengarten (tschechisch Židovská zahrada, lateinisch Hortus Judaeorum) ist einer der jüdischen Friedhöfe in Prag und der erste historisch nachgewiesene jüdische Friedhof in dieser Stadt. Er befand sich in der Prager Neustadt bei den heutigen Straßenzügen Spálená, Jungmannova und Lazarská.

## Geschichte
Der Friedhof wurde wahrscheinlich Anfang des 13. Jahrhunderts vor den Mauern der Prager Altstadt angelegt. 1255 erließ König Ottokar II. Přemysl ein Privileg, das sich auf diesen Friedhof bezog und in dem es unter anderem heißt: Ebenso wird ein Christ, der durch irgendeine böswillige Tat ihren (der Juden) Friedhof verwüstet oder dort mit Gewalt einbricht, zum Tode verurteilt, und sein gesamtes Eigentum verfällt der königlichen Kammer. Offenbar diente der Judengarten auch für Begräbnisse aus der Umgebung Prags, da es Berichte über die zollfreie Überführung Verstorbener hierher gibt. König Wenzel IV. bestätigte 1410 den Juden die Nutzung des Friedhofs in alle Ewigkeit. Doch schon 1478 wurde der Judengarten durch König Wladislaw II. Jagiello geschlossen und zu Gunsten des Friedhofs in der Altstadt aufgelassen. Über dem ehemaligen Friedhof wurde die heute Vladislavova genannte Straße angelegt.
1866 fand man bei Bauarbeiten einige Grabsteinfragmente des alten Judengartens aus der Mitte des 14. Jahrhunderts. Sie wurden damals auf den Alten jüdischen Friedhof gebracht und dort in dem Denkmal vor der Klausen-Synagoge eingemauert. 1998 entdeckte man sogar einen zusammenhängenden Streifen des Gräberfeldes und Überreste zahlreicher Gräber, die archäologisch untersucht wurden. Die Gräber waren nach Osten ausgerichtet mit dem Kopf nach Westen und lagen ca. 2 Meter tief. Zum Schutz vor Beschädigungen durch spätere Grablegen waren sie mit flachen Steinen verkleidet. Es wurden keine Grabbeigaben gefunden, die Leichen hatten nach altem Brauch auf Mund und Augen kleine Steinplättchen liegen. Der zusammenhängende Teil des Gräberfeldes wurde durch Beton verfestigt und belassen, während die Gebeine der beschädigten Gräber auf dem neuen jüdischen Friedhof in Olšany beigesetzt wurden.